# Timmerhedtjärnen
Timmerhedtjärnen är en sjö i Bodens kommun i Norrbotten och ingår i Altersundets huvudavrinningsområde.